# Izorytmické moteto
Izorytmické moteto je forma vrcholného moteta a jeho racionální strukturalizace v období gotické hudby. 
Nejvýznamnějšími skladateli komponující izorytmická moteta byli již kolem roku 1320 Philippe de Vitry a Guillaume de Machaut.

## Popis
V této době izorytmie vytváří rovnováhu mezi výraznou melodií a nárůstem harmonické kolorace (terciové, či chromatické postupy ad.). 
Moteta, která vznikla v průběhu 14. století (Ars nova) vznikala na základě izorytmických principů talea a color. Jedním z příkladů je izorytmické moteto "Garrit Gallus-In Nova fert/Neuma", zkomponovaný Filipem z Vitry v polovině 14. století.
Izorytmické moteto "Sub Arturo plebs" od Johanna Aleana je pozdně středověké moteto. Představuje color 24 longae (48 celých not v moderní notace), dělených do taleae. Color se třikrát opakuje, přičemž každá verze je v jiné menzuře. Délka se poté zkracuje v poměru 9:6:4. Obrázek znázorňuje:
- (a) existující gregoriánský cantus firmus
- (b) tenor vytvořený v mensurální notaci a
- (c) přepis části začátku každé z devíti taleae v moderní notaci.

Struktura tenoru izorytmického moteta "Sub Arturo plebs" od Johanna Alana.